# 包科尼珀勒什凯
包科尼珀勒什凯（匈牙利語：Bakonypölöske）是匈牙利维斯普雷姆州帕波区所辖的一个村，与代韦切尔和帕波分别相距12公里和16公里，总面积11.04平方公里，总人口379，人口密度34.3人/平方公里（2010年1月1日）。